# Evidence lower bound
Die Evidence lower bound (kurz ELBO), ist eine untere Schranke der Log-Likelihood-Funktion beobachteter Daten (X) und nützlich bei der Variational Inference.

## Definition
Seien {\displaystyle X} und {\displaystyle Z} Zufallsvariablen, dann gilt
{\displaystyle p_{\theta }(X)=\int p_{\theta }(X,Z=z)dz=\int p_{\theta }(X\mid Z=z)p(Z=z)dz.}
Unter Einführung von {\displaystyle q_{\phi }(Z=z)} als einfach zu verwendender Stichproben-Vorschlags-Verteilung gilt:
{\displaystyle p_{\theta }(X)=\int p_{\theta }(X\mid Z=z){\frac {p(Z=z)}{q_{\phi }(Z=z)}}q_{\phi }(Z=z)dz=E_{z\sim q_{\phi }}\left[p_{\theta }(X\mid Z=z){\frac {p(Z=z)}{q_{\phi }(Z=z)}}\right].}
Somit gilt für die Log-Likelihood aufgrund der Jensen-Ungleichung:
{\displaystyle \log(p_{\theta }(X))=\log \left(E_{z\sim q_{\phi }}\left[p_{\theta }(X\mid Z=z){\frac {p(Z=z)}{q_{\phi }(Z=z)}}\right]\right)\geq E_{z\sim q_{\phi }}\left[\log \left(p_{\theta }(X\mid Z=z){\frac {p(Z=z)}{q_{\phi }(Z=z)}}\right)\right].}
{\displaystyle E_{z\sim q_{\phi }}\left[\log \left(p_{\theta }(X\mid Z=z){\frac {p(Z=z)}{q_{\phi }(Z=z)}}\right)\right]} wird als ELBO bezeichnet.
Durch Schätzen der ELBO unter Verwendung des Stichprobenmittelwertes ist:
{\displaystyle {\hat {E}}_{z\sim q_{\phi }}\left[\log \left(p_{\theta }(X\mid Z=z){\frac {p(Z=z)}{q_{\phi }(Z=z)}}\right)\right]={\frac {1}{N}}\sum _{i=1}^{N}\log \left(p_{\theta }(X\mid Z=z_{i}){\frac {p(Z=z_{i})}{q_{\phi }(Z=z_{i})}}\right)}

## Anwendung
Die Minimierung der Kullback-Leibler-Divergenz ist äquivalent zur Maximierung der Evidence lower bound. Die evidence lower bound wird bei der variational inference optimiert.